# Flying High (Captain Hollywood Project)
Flying High, è un singolo del 1995 di Captain Hollywood Project.
Primo estratto dall'album Animals or Human, arriva al 3º posto della Euro Top 20 e al 4° della Dutch Top 40.
Raggiunge la cinquantottesima posizione nel Regno Unito e si ferma al 18º posto in Italia.
Riproposto nel 2003, il singolo raggiunge la posizione 44 in Germania.